# Lamprosema annubilata
Lamprosema annubilata là một loài bướm đêm trong họ Crambidae.